# 尤里耶韦茨区
尤里耶韦茨区（俄语：Юрьевецкий район）是俄罗斯联邦伊万诺沃州下辖的一个区，其行政中心为尤里耶韦茨。据2016年统计，该区的人口为13617人。